# Enisejsk
Enisejsk (in russo Енисе́йск?) è una città della Russia in Siberia. Fu la prima città fondata dai russi sul fiume Enisej nel 1618 come fortezza, e fu una base per la colonizzazione della Siberia. È inclusa nell'elenco delle candidature a Patrimoni dell'umanità dell'UNESCO.

## Geografia
Si trova sul riva sinistra dello Enisej, a 338 km da Krasnojarsk; è il capoluogo della omonima regione rurale nel Territorio di Krasnojarsk.

## Storia
All'inizio del diciassettesimo secolo si sviluppò velocemente, e diventò il centro amministrativo ed economico della Siberia Orientale.
Fino al 1629 fu subordinata a Tobol'sk, poi entrò nell'oblast' di Tomsk. Nel 1676 diventò capoluogo della propria Oblast, che comprendeva il territorio intorno alla città e tutto quello ad est dello Enisej. Dal 1724 fino al 1796 fu il capoluogo della Provincia di Enisejsk.
In seguito, le principali vie di comunicazione nella direzione est-ovest si spostarono più a sud, e si sviluppò la città di Krasnojarsk; l'importanza di Enisejsk si ridusse. La Transiberiana passò molto più a sud, ma una sua diramazione termina nella città di Lesosibirsk, a 30 km a sud di Enisejsk; questa città crebbe poi per lo sviluppo dell'industria del legno.

## Infrastrutture e trasporti

### Aereo
La città di Enisejsk è servita dall'Aeroporto di Enisejsk. L'aeroporto locale è uno scalo civile regionale collegato con i voli di linea giornalieri con l'aeroporto di Krasnojarsk. I voli sono effettuati dalla compagnia aerea russa KrasAir.
L'aeroporto è inoltre servito dagli elicotteri che raggiungono le altre cittadine locali. L'Aeroporto di Enisejsk è lo scalo d'emergenza per l'Aeroporto di Krasnojarsk.

## Società

### Evoluzione demografica
Fonte:  Mojgorod.ru.
- 1897: 11 500
- 1926: 6 000
- 1959: 17 000
- 1970: 19 900

- 1979: 20 800
- 1989: 22 900
- 2002: 20 400
- 2010: 18 909